# Wittersdorf
Wittersdorf is een gemeente in het Franse departement Haut-Rhin (regio Grand Est) en telt 690 inwoners (1999). De plaats maakt deel uit van het arrondissement Altkirch.

## Geografie
De oppervlakte van Wittersdorf bedraagt 4,7 km², de bevolkingsdichtheid is 146,8 inwoners per km².
De onderstaande kaart toont de ligging van Wittersdorf met de belangrijkste infrastructuur en aangrenzende gemeenten.

## Demografie
Onderstaande figuur toont het verloop van het inwonertal (bron: INSEE-tellingen).